# Rhaphuma connexa
Rhaphuma connexa är en skalbaggsart som beskrevs av Aurivillius 1922. Rhaphuma connexa ingår i släktet Rhaphuma och familjen långhorningar. Inga underarter finns listade i Catalogue of Life.